# 新泉路街道
新泉路街道，是中华人民共和国山西省大同市云冈区下辖的一个乡镇级行政单位。

## 行政区划
新泉路街道下辖以下地区：
新泉北路社区、新泉南一路社区和云峰里社区。